# Stanisław Gąsienica-Daniel
Stanisław Gąsienica-Daniel (ur. 6 marca 1951 w Zakopanem) – polski skoczek narciarski, brązowy medalista mistrzostw świata, olimpijczyk z Sapporo 1972, dwukrotny mistrz i czterokrotny wicemistrz Polski, były radny miasta Zakopanego.
Jego największym sukcesem było 3. miejsce w Mistrzostwach Świata 1970 w Wysokich Tatrach, gdzie oddał skoki na odległość 92 m i 100,5 m. Czterokrotnie startował w Turnieju Czterech Skoczni, najlepsze miejsce w klasyfikacji zajął podczas jego 19. edycji, kiedy to uplasował się na piętnastej pozycji.

## Życie prywatne
Syn Józefa i Marii. Mieszka w Zakopanem w dzielnicy Olcza z żoną, mają trójkę dzieci. Syn Szymon jest narciarzem alpejskim.
Ukończył technikum ogrodnicze, wyuczył się też zawodu stolarza. Wojciech Fortuna określa go jako „typowego górala, otwartego na znajomości”.
Był zakopiańskim radnym w latach 1998–2002. Prowadzi własne przedsiębiorstwo w Zakopanem – warsztat stolarki okienno-budowlanej.

## Kariera sportowa
Po raz pierwszy Gąsienica-Daniel skoczył w wieku 7 lat, na Maleńkiej Krokwi, na odległość ok. 15 metrów. Tego samego dnia odbywał się na tym obiekcie trening skoczków Wisły-Gwardii Zakopane i trener Jan Gąsiorowski zaproponował mu wstąpienie do klubu. Otrzymał wówczas czerwone narty skokowe. Trafił do grupy juniorskiej, którą w klubie prowadził Gąsiorowski.

### 1962/1963
W sezonie 1962/1963 wziął udział w szeregu konkursów w Zakopanem. W otwartym konkursie Juniorów A zajął 25. miejsce. W zawodach z cyklu „Szukamy Młodych Talentów” w tym samym mieście zajął piątą i szóstą lokatę. Na początku stycznia w kolejnych otwartych konkursach juniorów uplasował się na 41. i 16. miejscu. W zawodach SMT powtórzył pozycje piątą i szóstą, a w następnym konkursie był siedemnasty. 9 lutego w Mistrzostwach II Okręgu PZN w sklasyfikowano go na jedenastej pozycji. Dzień później skakał w Kowańcu, gdzie był trzynasty. 2 marca odbyły się Młodzieżowe Mistrzostwa Polski, gdzie okazał się 26. zawodnikiem w kategorii Junior A. W klasyfikacyjnym konkursie skoków rozegranym 16 marca był szósty.

### 1964/1965
20 grudnia zwyciężył w zawodach otwarcia sezonu w Zakopanem, w kategorii Junior A. Tydzień później był trzynasty w konkursie „Szukamy olimpijczyka”. W styczniu odniósł zwycięstwo oraz zajął drugie miejsce w klasyfikacyjnych konkursach juniorów A, rozegranych również w Zakopanem. Natomiast w konkursie z okazji XX Rocznicy Wyzwolenia Podhala w Szaflarach zwyciężył. 30 stycznia w Mistrzostwach II Tatrzańskiego Okręgu PZN zajął drugie miejsce, przegrywając tylko z Adamem Krzysztofiakiem
Pierwszy skok na Wielkiej Krokwi oddał w wieku 14 lat.

### 1965/1966
W sezonie 1965/1966 Gąsienica-Daniel zwyciężył większość dużych krajowych konkursów w swojej kategorii wiekowej (Junior A), zazwyczaj wyprzedzając bezpośrednio Krzysztofiaka. Wygrał w konkursie świątecznym rozegranym w drugim dniu Świąt Bożego Narodzenia w Zakopanem. Następnie triumfował w noworocznym konkursie w tym samym miejscu. W styczniu zajął drugie miejsce w konkursie o Mistrzostwo TO PZN na Maleńkiej Krokwi. W analogicznych zawodach na Małej Krokwi był jednak niepokonany. W lutowych Mistrzostwach Nowego Targu również zwyciężył, podobnie jak 3 kwietnia w klasyfikacyjnym konkursie skoków w Zakopanem.

### 1966/1967
2 stycznia 1967 wygrał w klasyfikacyjnym konkursie Juniorów A i B w Zakopanem. 12 lutego wystąpił w otwartych zawodach seniorów na Średniej Krokwi i zajął piąte miejsce, będąc najmłodszym zawodnikiem w ścisłej czołówce. 2 marca zadebiutował w seniorskich Mistrzostwach Polski. Podczas zawodów na normalnej skoczni uplasował się na szóstej lokacie. Wszyscy wyprzedzający go zawodnicy byli co najmniej o pięć lat starsi.
Na Memoriale Bronisława Czecha i Heleny Marusarzówny w dniach 18-19 marca zajął 52. i 25. miejsce.

### 1967/1968
W sezonie 1967/1968 startował w kategorii Juniora B.
3 stycznia wygrał w klasyfikacyjnym konkursie juniorów wszystkich kategorii w Zakopanem. Dziesięć dni później zdobył srebro w Wojewódzkiej Spartakiadzie Młodzieży, przegrywając z Krzysztofiakiem. Następnego dnia zwyciężył w seniorskich Mistrzostwach TOZN.
4 lutego 1968 wystartował w pierwszej edycji mistrzostw Europy juniorów w Les Rousses. Zajął tam siódme miejsce po skokach na 66,5 m i 63,5 m. Na młodzieżowych mistrzostwach Polski zdobył srebro w kategorii Junior B podczas konkursu w Nowym Targu, natomiast w Rabce zdobył brąz.
Inne źródło mówi o dwóch złotych medalach. Na seniorskich MP zajął ósme miejsce podczas rywalizacji na Skalitem. Oddał wówczas skoki na 68 m i 69,5 m. 3 marca był drugi podczas międzynarodowego meczu pomiędzy TO PZN a klubem S.C. Motor z NRD. Zwyciężył tego dnia również konkurs międzynarodowy na Średniej Krokwi. W rywalizacji Memoriału Bronisława Czecha i Heleny Marusarzówny plasował się na 25. i 19. miejscu.

### 1968/1969
Następnej zimy Gąsienica-Daniel brał już regularnie udział w konkursach seniorów.
Zwyciężył noworoczny konkurs seniorów na Średniej Krokwi. 12 stycznia zajął czwarte miejsce w rozgrywanym na Wielkiej Krokwi konkursie z okazji obchodów Jubileuszu 50-lecia PZN. Pod koniec miesiąca startował w konkursach Pucharu Beskidów. Zarówno w Szczyrku jak i w Wiśle był trzynasty, natomiast w Zakopanem zajął dziewiątą lokatę. W lutym odbyły się Mistrzostwa Polski seniorów 1969 w Zakopanem. Na normalnym obiekcie był 37., a na dużej skoczni znalazł się na dziewiątej lokacie. W krajowym czempionacie juniorów w Wiśle triumfował dwukrotnie w kategorii Junior B. 2 marca na Mistrzostwach Europy Juniorów w szwedzkim Bollnäs był szósty. Trzy dni później stanął na najniższym stopniu podium Memoriału Czecha i Marusarzówny, po skokach na 99 m i 106,5 m. W drugim z konkursów podczas tego memoriału był dwunasty. 23 marca odniósł zwycięstwo w zawodach seniorskich o mistrzostwo Tatrzańskiego Okręgowego Związku Narciarskiego na Wielkiej Krokwi, wyprzedzając o ponad 35 punktów drugiego Andrzeja Sztolfa. W klasyfikacyjnym konkursie w kwietniu był dziewiąty.

### 1969/1970

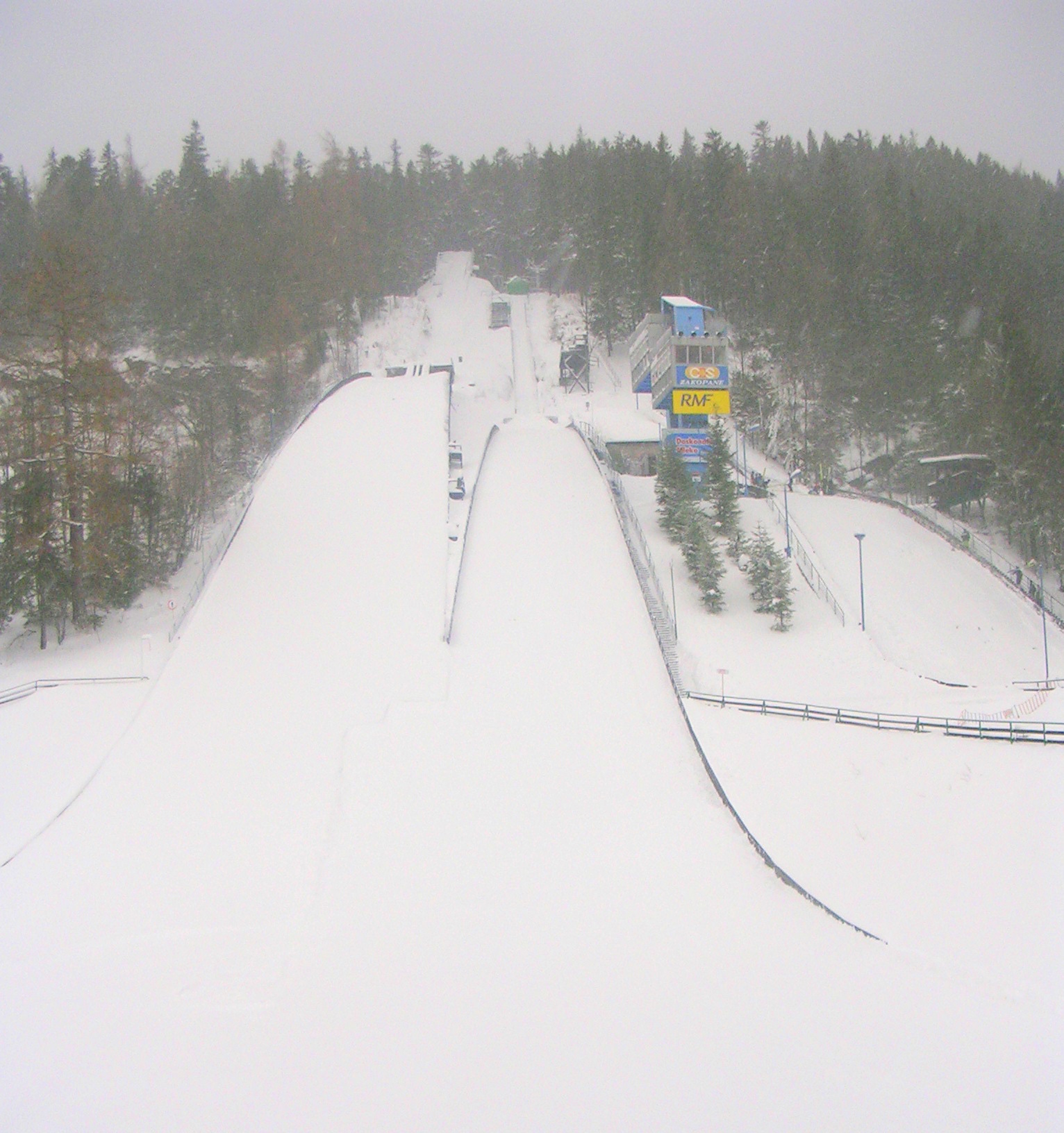
Średnia Krokiew, gdzie Gąsienica-Daniel został po raz pierwszy mistrzem Polski

W tym sezonie wszedł do kadry seniorów.
W igelitowym krajowym konkursie w październiku w Szczyrku był czwarty. W rozegranych również bez śniegu zawodach na Małej Krokwi w listopadzie wygrał. Razem z Tadeuszem Pawlusiakiem i Józefem Przybyłą zdobył na skoczniach Wisły, Szczyrku i Zakopanego Puchar Przyjaźni. Była to impreza, w której brali udział skoczkowie z Polski, Czechosłowacji, ZSRR i NRD. W klasyfikacji indywidualnej Gąsienica-Daniel uplasował się na 10. pozycji.
W tym sezonie zadebiutował w Turnieju Czterech Skoczni biorąc udział w jego 18. edycji. W Oberstdorfie zajął 23. miejsce po skokach na 80 m i 74 m, w Garmisch-Partenkirchen został sklasyfikowany na 8. pozycji po skokach na odległość 88 m i 90 m. W Innsbrucku zajął 50. miejsce, natomiast w Bischofshofen najgorsze w swojej karierze, 71. W klasyfikacji generalnej uplasował się na 41. lokacie.
Następnie zajął drugie miejsce w zawodach o mistrzostwo Tatrzańskiego Okręgu Narciarskiego, przegrywając tylko z Pawlusiakiem. W styczniu w Zakopanem zajął też drugi stopień podium w trzech innych zawodach – w dwóch konkursach Pucharu Beskidów i w Międzynarodowym Konkursie Skoków o Nagrodę Zakopanego. We wszystkich tych konkursach przegrał tylko ze Tadeuszem Pawlusiakiem. Zdobył też brązowy medal na Zimowej Spartakiadzie Armii Zaprzyjaźnionych odbywającej się w Szpindlerowym Młynie. W kategorii juniorskiej mistrzostw Polski zdobył dwa złote medale.
4 lutego na mistrzostwach Polski w 1970 zdobył złoty medal na Średniej Krokwi po skokach na 70 m i 68,5 m.
Gąsienica-Daniel znalazł się w składzie na Mistrzostwa Świata 1970 w Wysokich Tatrach. Odbyły się tam konkursy na normalnej i dużej skoczni. Na normalnej Gąsienica-Daniel zajął 33. miejsce. W pierwszej próbie nie miał okularów, a przed progiem wiał wiatr, więc w momencie odbicia miał słabą widoczność. Przed drugą założył gogle, jednak były one zaparowane. Oddał skoki na odległość 76 m i 77 m.
Na dużej skoczni zdobył brązowy medal, choć nie znajdował się w gronie faworytów. Po pierwszej serii prowadził Tadeusz Pawlusiak, po nienagannym technicznie skoku na 94,5 m. Gąsienica-Daniel był dziewiąty, z kilkoma innymi zawodnikami na tym miejscu. Nieduże różnice punktowe wskazywały, że zawodnicy z czołowej dziesiątki mogą powalczyć o wysoką lokatę. Za swój skok na 92 m otrzymał jednak dosyć niskie noty za styl (16 pkt, 16,5 pkt, 16,5 pkt, 16,5 pkt, 16,5, 17 pkt). W drugiej serii, po podwyższeniu rozbiegu, zaczęto oddawać skoki powyżej 100 m, a dwaj Polacy skoczyli po 100,5 m. Pawlusiak przy lądowaniu popełnił błąd, który pozbawił go szans na medal, dzięki temu jednak Gąsienica-Daniel zajął trzecie miejsce.

Wszystko wydawało mi się nierealne. Miałem uczucie, że to wszystko nie dzieje się naprawdę, ale jakby we śnie. To było tak jakby ktoś za mnie dojeżdżał do progu skoczni. Odczuwałem ogromną przyjemność, czułem się wyśmienicie. Odbicie, lot, lądowanie. Wydawało mi się, że to wszystko robił za mnie jakiś najlepszy skoczek świata. Oprzytomniałem dopiero po wyhamowaniu na wybiegu, gdy zaczęli mnie ściskać trenerzy i koledzy.

W pokazowym konkursie drużynowym polska reprezentacja w składzie Pawlusiak, Gąsienica-Daniel, Józef Przybyła, Adam Krzysztofiak zajęła 5. pozycję (startowało 18 ekip).
Następnie polska kadra, której członkiem był Gąsienica-Daniel, została zaproszona na konkurs skoków na mamucią skocznię Copper Peak w Ironwood. Zawodnik był wówczas chory na grypę, jednak wystartował w zawodach, zajmując 5. miejsce po skoku na 115 m. W konkursie na Holmenkollen był ósmy, zaś na Odnessbakken drugi. To samo miejsce zajął w radzieckim Kirowsku.
Podczas odbywającego się 8 marca konkursu mistrzostw Polski na dużej skoczni w Wiśle-Malince skoczył 91,5 m i 89 m, co pozwoliło mu drugi tytuł mistrzowski i wyprzedzenie wicemistrza Stanisława Murzyniaka o przeszło 30 pkt. Dzień wcześniej był najlepszy również w mistrzostwach Śląska. Pod koniec marca zajął piąte miejsce w Memoriale Czecha i Marusarzówny, będąc drugim spośród reprezentantów Polski.

### 1970/1971
Przedsezonowe przygotowania kadry prowadzone były na obozach w Wałczu, Cetniewie, Oliwie, a także na skoczni w Warszawie, obiektach w Szczyrbskim Jeziorze, Bańskiej Bystrzycy i w NRD.
W grudniu zajął dziesiąte miejsce w konkursie o Puchar Telewizji na Wielkiej Krokwi.
W 19. Turnieju Czterech Skoczni uplasował się na trzynastym miejscu w Oberstdorfie (z próbami o długości 78,5 m i 80 m), trzydziestym piątym w Ga-Pa (85,5 m i 82,5 m), ponownie na trzynastym w Innsbrucku (dwukrotnie 90 m) i na dwudziestym ósmym w Bischofshofen (90 m i 93 m), dzięki czemu zajął 15. pozycję w klasyfikacji generalnej. Zajął dobrą lokatę na próbie przedolimpijskiej.
Podczas Memoriału Bronisława Czecha i Heleny Marusarzówny w 1971 zajął drugie i czwarte miejsce, mimo kontuzji ręki, która przeszkadzała mu w osiąganiu dobrych wyników. W tym samym roku w Pucharze Beskidów wygrał konkurs w Szczyrku na Skalitem, a podczas Spartakiady w Zakopanem zajął 9. miejsce, zajmując lepsze miejsce od Hansa Georga Aschenbacha – późniejszego podwójnego mistrza świata z Falun.
Na Mistrzostwach Polski 1971 zdobył srebrny medal na normalnej skoczni w Szczyrku, przegrywając o 0,7 pkt z Janem Kawulokiem po skokach na 75,5 m i 75 m. Na dużej skoczni w Wiśle był piąty.

### 1971/1972
Na 20. Turnieju Czterech Skoczni był w konkursach kolejno: 36., 49., 43. i 62., a w klasyfikacji zajął 47. miejsce. W styczniu wygrał natomiast regionalne mistrzostwa KTOZN.
W lutym uczestniczył w Igrzyskach Olimpijskich 1972 w Sapporo. Podczas konkursu na normalnym obiekcie skoczył 73,5 m i 72,5 m i zajął 39. miejsce. Na dużej, gdzie miał czternasty numer startowy był zaś 31. po skokach na 83 m i 86 m.
Wziął udział w mistrzostwach Polski, rozgrywanych 20 lutego na Wielkiej Krokwi. Oficjalnie uzyskał dwukrotnie odległość 107,5 m i notę łączną 245 pkt. Powinien zdobyć tytuł mistrzowski, jednak wyniki zostały zafałszowane, ponieważ działacze chcieli pokazać, że Wojciech Fortuna – mistrz olimpijski, jest najlepszym skoczkiem również w kraju. Na Średniej Krokwi zdobył swój drugi srebrny medal, tym razem po skokach na 70 m i 72,5 m.
W marcu pojechał na pierwsze w historii mistrzostwa świata w lotach narciarskich. Nie wystartował jednak w konkursie głównym z powodu groźnego upadku, jaki zaliczył w serii próbnej, kiedy zdmuchnęło go z progu i wpadł w styropian, jakim z powodu braku śniegu wyłożony był zeskok od progu do 90 metra.

### 1972/1973
Ostatni w karierze zakopiańczyka, 21. Turniej Czterech Skoczni ukończył na 58. miejscu, najgorszym w karierze. Był wówczas 64. w Oberstdorfie, 59. w Ga-Pa, 53. w Innsbrucku i 70. w Bischofshofen. W krajowym klasyfikacyjnym konkursie na Średniej Krokwi zajął siedemnaste miejsce. Na Mistrzostwach Polski 1973 zdobył tytuł wicemistrza na Skalitem, gdzie przegrał o 4,4 pkt z Tadeuszem Pawlusiakiem. Na dużym obiekcie w Wiśle był szósty. Na mistrzostwach Śląska uplasował się na dwudziestej pozycji. 4 marca w Szklarskiej Porębie po raz ostatni zwyciężył, zdobywając Puchar Karkonoszy. Na Memoriale Czecha i Marusarzówny zajął 18. i 3. miejsce. W kwietniu w krajowym konkursie na Wielkiej Krokwi był czwarty.

### 1973/1974
Uległ ciężkiej kontuzji w Mühlbach am Hochkönig, w Austrii. Podczas treningu upadł całym ciężarem na prawą rękę, co poskutkowało mocnym naciągnięciem wiązadeł kończyny. We wrześniu 1973 zajął 63. miejsce w igelitowym Grand Prix Frenštátu pod Radhoštěm. W styczniu 1974 zajął 21. miejsce w konkursie Pucharu Przyjaźni w Lauschy oraz 3. w krajowym konkursie w Zakopanem.
Na Mistrzostwach Polski 1974 w Zakopanem zajął 29. miejsce na normalnej skoczni i 15. miejsce na dużej. Na Memoriale Czecha i Marusarzówny plasował się na pozycjach: dziewiątej i dziesiątej.

### Późniejsze sezony
W 1975 został wicemistrzem Zakopanego, przegrywając z Markiem Pachem. Srebro zdobył również podczas Mistrzostw Sekcji Narciarskiej Wojewódzkiej Federacji Sportu. W obu przypadkach przegrał z Markiem Pachem. Powrócił do pierwszej dziesiątki Mistrzostw Polski, zajmując ósme miejsce na dużym obiekcie podczas ich edycji w 1975.
18 stycznia 1976 zajął 25. miejsce w konkursie Pucharu Przyjaźni w Zakopanem. W lutym podczas konkursów Pucharu Beskidów był 19. (w Szczyrku) i 22. (w Wiśle). Na MP 1976 był 23. i 19. W marcu startował w konkursach Zimowej Spartakiady w Niemczech, gdzie uplasował się na 14. miejscu w Johanngeorgenstadt i o jedną lokatę niżej w Klingenthal.
15 kwietnia 1977 wraz z Fortuną i Czesławem Janikiem dostał wypowiedzenie z klubu Wisła.
W następnym sezonie reprezentował WKS Zakopane. Na mistrzostwach okręgu beskidzkiego był dwunasty, a na swoich ostatnich mistrzostwach Polski uzyskał pozycje: 23. i 33.
W 1980 podczas Spartakiady w Swierdłowsku zajął 30. miejsce.

## Igrzyska olimpijskie

### Indywidualnie
| 1972 Sapporo | – | 39. miejsce (K-86), 31. miejsce (K-110) |

### Starty na igrzyskach olimpijskich szczegółowo
| Miejsce | Dzień     | Rok  | Miejscowość | Skocznia   | Punkt K | Konkurs  | Skok 1 | Skok 2 | Nota      | Strata   | Zwycięzca        |
| ------- | --------- | ---- | ----------- | ---------- | ------- | -------- | ------ | ------ | --------- | -------- | ---------------- |
| 39.     | 6 lutego  | 1972 | Sapporo     | Miyanomori | K-86    | indywid. | 73,5 m | 72,5 m | 194 pkt   | 50,2 pkt | Yukio Kasaya     |
| 31.     | 11 lutego | 1972 | Sapporo     | Ōkurayama  | K-110   | indywid. | 83 m   | 86 m   | 171,1 pkt | 48,8 pkt | Wojciech Fortuna |

## Mistrzostwa świata

### Indywidualnie
| 1970 Wysokie Tatry | – | 33. miejsce (K-90), brązowy medal (K-115) |

### Starty na mistrzostwach świata szczegółowo
| Miejsce | Dzień     | Rok  | Miejscowość   | Skocznia  | Punkt K | Konkurs  | Skok 1 | Skok 2  | Nota      | Strata   | Zwycięzca      |
| ------- | --------- | ---- | ------------- | --------- | ------- | -------- | ------ | ------- | --------- | -------- | -------------- |
| 33.     | 14 lutego | 1970 | Wysokie Tatry | MS 1970 B | K-90    | indywid. | 76 m   | 77 m    | 209,9 pkt | 30,7 pkt | Garij Napałkow |
| 3.      | 21 lutego | 1970 | Wysokie Tatry | MS 1970 A | K-115   | indywid. | 92 m   | 100,5 m | 211,8 pkt | 15,2 pkt | Garij Napałkow |

## Mistrzostwa Europy juniorów

### Indywidualnie
| 1968 Morez   | – | 7. miejsce |
| 1969 Bollnäs | – | 6. miejsce |

## Turniej Czterech Skoczni
| 18. Turniej Czterech Skoczni |                        |           |               |       |
| Oberstdorf                   | Garmisch-Partenkirchen | Innsbruck | Bischofshofen | klas. |
| 23                           | 8                      | 50        | 71            | 41    |
| 19. Turniej Czterech Skoczni |                        |           |               |       |
| Oberstdorf                   | Garmisch-Partenkirchen | Innsbruck | Bischofshofen | klas. |
| 13                           | 35                     | 13        | 28            | 15    |
| 20. Turniej Czterech Skoczni |                        |           |               |       |
| Oberstdorf                   | Garmisch-Partenkirchen | Innsbruck | Bischofshofen | klas. |
| 36                           | 49                     | 43        | 62            | 47    |
| 21. Turniej Czterech Skoczni |                        |           |               |       |
| Oberstdorf                   | Garmisch-Partenkirchen | Innsbruck | Bischofshofen | klas. |
| 64                           | 59                     | 53        | 70            | 58    |

## Mistrzostwa Polski
| Miejsce | Dzień       | Rok  | Miejscowość | Skocznia        | Skok 1  | Skok 2  | Nota      | Strata    | Zwycięzca             |
| ------- | ----------- | ---- | ----------- | --------------- | ------- | ------- | --------- | --------- | --------------------- |
| 6.      | 3 lutego    | 1967 | Zakopane    | Średnia Krokiew | ?       | ?       | ?         | ?         | Józef Przybyła        |
| 8.      | 23 lutego   | 1968 | Szczyrk     | Skalite         | 68,0 m  | 69,5 m  | 193,3 pkt | 22,5 pkt  | Erwin Fiedor          |
| 37.     | 15 lutego   | 1969 | Zakopane    | Średnia Krokiew | 64,5 m  | 57,0 m  | 149,1 pkt | 59,5 pkt  | Józef Przybyła        |
| 9.      | 16 lutego   | 1969 | Zakopane    | Wielka Krokiew  | 95,5 m  | 96,0 m  | 210,9 pkt | 31,6 pkt  | Tadeusz Pawlusiak     |
| 1.      | 4 lutego    | 1970 | Zakopane    | Średnia Krokiew | 70,0 m  | 68,5 m  | 215,3 pkt | –         | –                     |
| 1.      | 9 marca     | 1970 | Wisła       | Malinka         | 91,5 m  | 89,0 m  | 229,2 pkt | –         | –                     |
| 2.      | 21 lutego   | 1971 | Szczyrk     | Skalite         | 75,5 m  | 75,0 m  | 220,6 pkt | 0,7 pkt   | Stanisław Kawulok     |
| 6.      | 22 lutego   | 1971 | Wisła       | Malinka         | 74,0 m  | 75,5 m  | 206,0 pkt | 12,4 pkt  | Adam Krzysztofiak     |
| 2.      | 20 lutego   | 1972 | Zakopane    | Wielka Krokiew  | 107,5 m | 107,5 m | 245,0 pkt | 11,5 pkt  | Wojciech Fortuna      |
| 2.      | 23 lutego   | 1972 | Zakopane    | Średnia Krokiew | 70,0 m  | 72,5 m  | 230,8 pkt | 3,3 pkt   | Adam Krzysztofiak     |
| 2.      | 2 lutego    | 1973 | Szczyrk     | Skalite         | 77,0 m  | 78,5 m  | 222,7 pkt | 4,4 pkt   | Tadeusz Pawlusiak     |
| 6.      | 4 lutego    | 1973 | Wisła       | Malinka         | 74,5 m  | 81,5 m  | 189,2 pkt | 24,7 pkt  | Czesław Janik         |
| 29.     | 31 stycznia | 1974 | Zakopane    | Średnia Krokiew | 73,0 m  | 74,5 m  | 196,1 pkt | 56,4 pkt  | Adam Krzysztofiak     |
| 15.     | 3 lutego    | 1974 | Zakopane    | Wielka Krokiew  | 91,5 m  | 91,0 m  | 184,5 pkt | 38,6 pkt  | Stanisław Bobak       |
| 8.      | 9 lutego    | 1975 | Zakopane    | Wielka Krokiew  | 105,0 m | 108,5 m | 228,4 pkt | 30,7 pkt  | Stanisław Bobak       |
| 23.     | 20 lutego   | 1976 | Zakopane    | Średnia Krokiew | 59,5 m  | 60,0 m  | 167,3 pkt | 68,5 pkt  | Stanisław Bobak       |
| 19.     | 21 lutego   | 1976 | Zakopane    | Wielka Krokiew  | 87,0 m  | 85,0 m  | 162,0 pkt | 71,3 pkt  | Marek Pach            |
| 23.     | 2 lutego    | 1978 | Zakopane    | Średnia Krokiew | 63,5 m  | 54,5 m  | 162,4 pkt | 87,1 pkt  | Stanisław Bobak       |
| 33.     | 4 lutego    | 1978 | Zakopane    | Wielka Krokiew  | 77,5 m  | 77,5 m  | 133,5 pkt | 110,0 pkt | Kazimierz Długopolski |

## Inne sukcesy
- Mistrzostwa Polski juniorów: w kategorii B – srebro i brąz[5] lub dwa złota[1] w 1968 oraz dwa złote medale w 1969[1]
- Mistrzostwa Tatrzańskiego Okręgu Narciarskiego 1969 – zwycięstwo[1], 1970 – 2. miejsce[16]
- Mistrzostwa Śląska 1970 – zwycięstwo[5]
- Memoriał Bronisława Czecha i Heleny Marusarzówny – 2. miejsce w 1971, 3. miejsce w 1969 i 1973, 4. miejsce w 1971, 5. miejsce w 1970[9]
- Puchar Beskidów – drugie miejsca w 1970[9]
- Międzynarodowy Konkurs o Nagrodę Zakopanego w 1970 – 2. miejsce[9]
- Puchar Przyjaźni 1969 – 10. miejsce w klasyfikacji indywidualne, 1. miejsce w klasyfikacji drużynowej[1]
- Zimowa Spartakiada Armii Zaprzyjaźnionych 1969 – brązowy medal[1]
- Zimowa Spartakiada Armii Zaprzyjaźnionych 1971 – 9. miejsce[1]
- Konkurs na skoczni Copper Peak 1970 – 5. miejsce
- Konkurs na skoczni Holmenkollen 1970 – 8. miejsce
- Konkurs na skoczni Odnessbakken 1970 – 2. miejsce
- Konkurs w Kirowsku – 2. miejsce